# ユイ・ヤートヤ
ユイ・ヤートヤ（タイ語: ยุ้ย ญาติเยอะ、英: Yui Yatyer、1978年2月19日 - ）は、タイの歌手。通称：ユイ（ยุ้ย、Yui）。1995年、9歳Four-Sのもとでアーティストとして契約を結んでいる。

## 略歴
- 1978年2月19日 タイ王国バンコクで生まれた。
- 1987年 Kitaにの歌手として業界に入り。
- 1993年 Four-Sにの歌手として業界に入り。

## 作品

### アルバム
- Yuei Pen Sao Laew Lueak Miea Bok Maa ยุ้ยเป็นสาวแล้ว ชุด 4 เลิกเมียบอกมา (1996)
- Yuei Pen Sao Laew Phok Miea Ma Duea Ruea ยุ้ยเป็นสาวแล้ว ชุด 8 พกเมียมาด้วยเหรอ (1997)
- Tam Ha Khoo Man ชุด 13 ตามหาคู่หมั้น (2001)
- Phee Klam Hua ชุด 27 ผีคลำหัว (2018)